# Parcoursrecord
Een parcoursrecord is een term uit de atletiek en dan specifiek uit de wegatletiek. Elke marathon of andere wegwedstrijd kent een parcoursrecord. Per traject kan er sprake zijn van grote verschillen, afhankelijk van de gesteldheid van het af te leggen parcours. Zo is men in Nederland en andere vlakke gebieden in het voordeel, omdat er nauwelijks heuvels te bedwingen zijn die tot minder snelle resultaten zouden leiden. 
Een parcoursrecord moet niet verward worden met een baanrecord, al geldt hier hetzelfde principe. Een baanrecord heeft namelijk alleen betrekking op prestaties die geleverd zijn op die specifieke atletiekbaan. De term wordt dan, behalve voor prestaties op hardlooponderdelen, tevens gebruikt voor prestaties die op de technische atletiekonderdelen zijn geleverd.
Een prestatie kan dus niet tegelijkertijd een baanrecord en een parcoursrecord zijn.